# Cep (tortura)
|  | Per a altres significats, vegeu «cep xinès». |

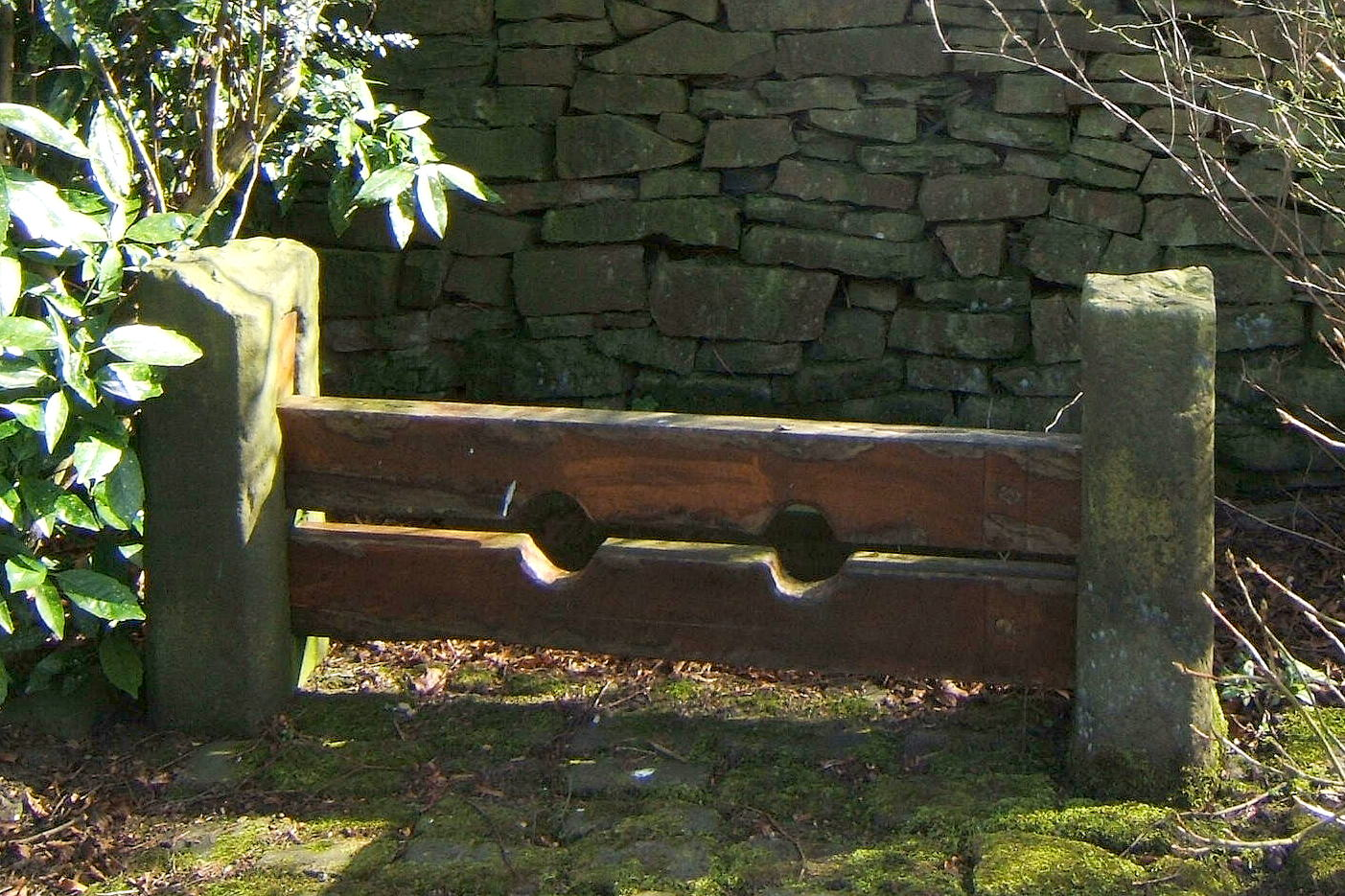
Cep a Chapeltown, en el comtat de Lancashire, Anglaterra.

Un cep, costell o carcany és un instrument format per dues peces, habitualment de fusta, amb la finalitat d'immobilitzar totalment o parcial un individu. En èpoques històriques passades, s'emprava el cep com a instrument de tortura, de manera que la víctima estava immobilitzada de peus i mans. Quan es tractava d'un càstig, el cep es trobava generalment a la plaça del vilatge, per a exposar el reu, servir d'escarni i sotmetre'l a tota mena de vexacions.